# 조인옥
조인옥(趙仁沃, 1347년 ~ 1396년 9월 14일)은 고려 말 조선 초의 무신으로, 본관은 한양(漢陽)이다. 조돈(趙暾)의 4남이다.

## 생애
공민왕 때 산원(散員)을 제수받고 벼슬을 여러 번 옮겨 상호군(上護軍)을 지냈다. 태조와 친분이 있었으며, 위화도 회군 때 참여하여 전법판서(典法判書)에 임명되었다. 1392년 7월 17일에 조선 개국에 참여하여 1등공신 및 보조공신(補祚功臣)에 녹훈되었고, 중추원부사(中樞院副使)에 임명되었으며 용성군(龍城君)으로 봉해졌다. 1395년에는 한산군(漢山君)으로 봉해졌고, 1396년 졸하여 충정(忠靖)이란 시호를 받았다. 1410년 태조의 묘정에 배향되었다. 

## 조인옥이 등장한 작품
- 《개국》(KBS, 1983년~1983년, 배우:장용)

## 가족 관계
- 증조 - 조휘(趙暉) : 쌍성총관(雙城摠管)
  - 조부 - 조양기(趙良琪, 1269년 ~ ?) : 쌍성총관
    - 아버지 - 조돈(趙暾, 1308년 ~ 1380년) : 검교밀직부사(檢校密直副使), 용성군(龍城君)
    - 어머니 - 증(贈) 평리(評理) 이홍복(李洪福)의 딸[3]
      - 형 - 조인벽(趙仁璧) : 판의덕부사(判懿德府事), 용원부원군(龍源府院君), 양렬공(襄烈公)
      - 형 - 조인경(趙仁瓊, ? ~ 1422년) : 검교문하찬성사(檢校門下贊成事)
      - 형 - 조인규(趙仁珪) : 검교판한성부사(檢校判漢城府事)
      - 부인 - 검교의정부좌정승(檢校議政府左政丞) 경보(慶補, 1324년 ~ 1406년)의 딸[3]
        - 장남 - 조뢰(趙賚, 1374년 ~ 1449년) : 지돈녕부사(知敦寧府事), 절효공(節孝公)
        - 차남 - 조재(趙䝴, ? ~ 1446년)
        - 3남 - 조관(趙貫, 1383년 ~ ?) : 검교공조판서(檢校工曹判書)
        - 4남 - 조갱(趙賡) : 지예원군사(知預原郡事)
        - 첫째 사위 : 안이녕(安以寧)[3] : 첨지돈녕부사(僉知敦寧府事), 영돈녕부사(領敦寧府事) 안천보(安天保, 1339년 ~ 1425년)의 조카
        - 둘째 사위 : 오빈(吳玭)[3]
        - 셋째 사위 : 김중균(金仲鈞)[3] : 상호군(上護軍), 전라도원수(全羅道元帥) 김종연(金宗衍, ? ~ 1390년)의 아들
        - 넷째 사위 : 김양생(金洋生)[3]